# Groupe A des éliminatoires du Championnat d'Europe de football 2008
Cet article donne le calendrier, les résultats des matches ainsi que le classement du groupe A des éliminatoires de l'Euro 2008.
Ce groupe est le seul à huit équipes. Mais comme pour tous les autres groupes, les deux premiers seront qualifiés, selon un classement basé sur les sept premiers.
La Pologne est la première équipe à s'être qualifiée, puis le Portugal a fait de même en décrochant le match nul face à la Finlande.

## Classement
| Rang | Équipe      | Pts | J  | G | N | P | Bp | Bc | Diff |  | Résultats (▼ dom., ► ext.) |     |     |     |     |     |     |     |     |
| ---- | ----------- | --- | -- | - | - | - | -- | -- | ---- |  | -------------------------- | --- | --- | --- | --- | --- | --- | --- | --- |
| 1    | Pologne     | 28  | 14 | 8 | 4 | 2 | 24 | 12 | +12  |  | Pologne                    |     | 2-1 | 1-1 | 1-3 | 2-0 | 3-1 | 1-0 | 5-0 |
| 2    | Portugal    | 27  | 14 | 7 | 6 | 1 | 24 | 10 | +14  |  | Portugal                   | 2-2 |     | 1-1 | 0-0 | 4-0 | 3-0 | 1-0 | 3-0 |
| 3    | Serbie      | 24  | 14 | 6 | 6 | 2 | 22 | 11 | +11  |  | Serbie                     | 2-2 | 1-1 |     | 0-0 | 1-0 | 1-0 | 3-0 | 1-0 |
| 4    | Finlande    | 24  | 14 | 6 | 6 | 2 | 13 | 7  | +6   |  | Finlande                   | 0-0 | 1-1 | 0-2 |     | 2-0 | 2-1 | 1-0 | 2-1 |
| 5    | Belgique    | 18  | 14 | 5 | 3 | 6 | 14 | 16 | -2   |  | Belgique                   | 0-1 | 1-2 | 3-2 | 0-0 |     | 0-0 | 3-0 | 3-0 |
| 6    | Kazakhstan  | 10  | 14 | 2 | 4 | 8 | 11 | 21 | -10  |  | Kazakhstan                 | 0-1 | 1-2 | 2-1 | 0-2 | 2-2 |     | 1-2 | 1-1 |
| 7    | Arménie     | 9   | 12 | 2 | 3 | 7 | 4  | 13 | -9   |  | Arménie                    | 1-0 | 1-1 | 0-0 | 0-0 | 0-1 | 0-1 |     | ANN |
| 8    | Azerbaïdjan | 5   | 12 | 1 | 2 | 9 | 6  | 28 | -22  |  | Azerbaïdjan                | 1-3 | 0-2 | 1-6 | 1-0 | 0-1 | 1-1 | ANN |     |

## Résultats et calendrier
| 16 août 2006 | Belgique | 0–0 | Kazakhstan | Stade Constant Vanden Stock, Bruxelles         |                                                |
| 19:45 CEST   |          |     |            | Spectateurs : 15 495 Arbitrage : Mark Courtney | Spectateurs : 15 495 Arbitrage : Mark Courtney |
| 19:45 CEST   | Rapport  |     |            | Spectateurs : 15 495 Arbitrage : Mark Courtney | Spectateurs : 15 495 Arbitrage : Mark Courtney |

| 2 septembre 2006 | Serbie    | 1–0 | Azerbaïdjan | Stade de l'Étoile rouge, Belgrade        |                                          |
| 20:15 CEST       | Žigić 72e |     |             | Spectateurs : 0 Arbitrage : Knut Kircher | Spectateurs : 0 Arbitrage : Knut Kircher |
| 20:15 CEST       | Rapport   |     |             | Spectateurs : 0 Arbitrage : Knut Kircher | Spectateurs : 0 Arbitrage : Knut Kircher |

| 2 septembre 2006 | Pologne     | 1–3 | Finlande                              | Stade Zdzisław-Krzyszkowiak, Bydgoszcz           |                                                  |
| 20:30 CEST       | Garguła 89e |     | 54e 76e (pen.)Litmanen · 84e Väyrynen | Spectateurs : 13 000 Arbitrage : Laurent Duhamel | Spectateurs : 13 000 Arbitrage : Laurent Duhamel |
| 20:30 CEST       | Rapport     |     |                                       | Spectateurs : 13 000 Arbitrage : Laurent Duhamel | Spectateurs : 13 000 Arbitrage : Laurent Duhamel |

| 6 septembre 2006 | Azerbaïdjan         | 1–1 | Kazakhstan | Stade Tofiq-Béhramov, Bakou                      |                                                  |
| 19:00 UTC+05:00  | Andrezinho (en) 16e |     | 36e Byakov | Spectateurs : 8 500 Arbitrage : Zsolt Szabo (en) | Spectateurs : 8 500 Arbitrage : Zsolt Szabo (en) |
| 19:00 UTC+05:00  | Rapport             |     |            | Spectateurs : 8 500 Arbitrage : Zsolt Szabo (en) | Spectateurs : 8 500 Arbitrage : Zsolt Szabo (en) |

| 6 septembre 2006 | Arménie | 0–1 | Belgique       | Stade Républicain Vazgen-Sargsian, Erevan          |                                                    |
| 21:00 UTC+05:00  |         |     | 41e Van Buyten | Spectateurs : 4 122 Arbitrage : Gerald Lehner (en) | Spectateurs : 4 122 Arbitrage : Gerald Lehner (en) |
| 21:00 UTC+05:00  | Rapport |     |                | Spectateurs : 4 122 Arbitrage : Gerald Lehner (en) | Spectateurs : 4 122 Arbitrage : Gerald Lehner (en) |

| 6 septembre 2006 | Finlande      | 1–1 | Portugal       | Stade olympique, Helsinki                      |                                                |
| 20:00 EEST       | Johansson 22e |     | 42e Nuno Gomes | Spectateurs : 38 015 Arbitrage : Konrad Plautz | Spectateurs : 38 015 Arbitrage : Konrad Plautz |
| 20:00 EEST       | Rapport       |     |                | Spectateurs : 38 015 Arbitrage : Konrad Plautz | Spectateurs : 38 015 Arbitrage : Konrad Plautz |

| 6 septembre 2006 | Pologne      | 1–1 | Serbie      | Stade du maréchal Józef Piłsudski, Varsovie |                                             |
| 20:30 CEST       | Matusiak 30e |     | 71e Lazović | Spectateurs : 4 918 Arbitrage : Graham Poll | Spectateurs : 4 918 Arbitrage : Graham Poll |
| 20:30 CEST       | Rapport      |     |             | Spectateurs : 4 918 Arbitrage : Graham Poll | Spectateurs : 4 918 Arbitrage : Graham Poll |

| 7 octobre 2006  | Kazakhstan | 0–1 | Pologne      | Stade central, Almaty                               |                                                     |
| 21:00 UTC+06:00 |            |     | 52e Smolarek | Spectateurs : 22 000 Arbitrage : Edo Trivković (hu) | Spectateurs : 22 000 Arbitrage : Edo Trivković (hu) |
| 21:00 UTC+06:00 | Rapport    |     |              | Spectateurs : 22 000 Arbitrage : Edo Trivković (hu) | Spectateurs : 22 000 Arbitrage : Edo Trivković (hu) |

| 7 octobre 2006  | Arménie | 0–0 | Finlande | Stade Républicain Vazgen-Sargsian, Erevan     |                                               |
| 21:00 UTC+05:00 |         |     |          | Spectateurs : 2 800 Arbitrage : Damir Skomina | Spectateurs : 2 800 Arbitrage : Damir Skomina |
| 21:00 UTC+05:00 | Rapport |     |          | Spectateurs : 2 800 Arbitrage : Damir Skomina | Spectateurs : 2 800 Arbitrage : Damir Skomina |

| 7 octobre 2006 | Serbie    | 1–0 | Belgique | Stade de l'Étoile rouge, Belgrade                      |                                                        |
| 20:15 CEST     | Žigić 54e |     |          | Spectateurs : 16 901 Arbitrage : Domenico Messina (en) | Spectateurs : 16 901 Arbitrage : Domenico Messina (en) |
| 20:15 CEST     | Rapport   |     |          | Spectateurs : 16 901 Arbitrage : Domenico Messina (en) | Spectateurs : 16 901 Arbitrage : Domenico Messina (en) |

| 7 octobre 2006 | Portugal                       | 3–0 | Azerbaïdjan | Bessa XXI, Porto                                  |                                                   |
| 21:00 WEST     | Ronaldo 25e 63e · Carvalho 31e |     |             | Spectateurs : 14 000 Arbitrage : Mark Halsey (en) | Spectateurs : 14 000 Arbitrage : Mark Halsey (en) |
| 21:00 WEST     | Rapport                        |     |             | Spectateurs : 14 000 Arbitrage : Mark Halsey (en) | Spectateurs : 14 000 Arbitrage : Mark Halsey (en) |

| 11 octobre 2006 | Kazakhstan | 0–2 | Finlande                  | Stade central, Almaty                                     |                                                           |
| 22:00 UTC+06:00 |            |     | 29e Litmanen · 64e Hyypiä | Spectateurs : 17 863 Arbitrage : Athanassios Briakos (hu) | Spectateurs : 17 863 Arbitrage : Athanassios Briakos (hu) |
| 22:00 UTC+06:00 | Rapport    |     |                           | Spectateurs : 17 863 Arbitrage : Athanassios Briakos (hu) | Spectateurs : 17 863 Arbitrage : Athanassios Briakos (hu) |

| 11 octobre 2006 | Serbie                                           | 3–0 | Arménie | Stade de l'Étoile rouge, Belgrade                    |                                                      |
| 20:15 CEST      | Stanković 54e (pen.) · Lazović 62e · Žigić 90+2e |     |         | Spectateurs : 10 987 Arbitrage : Georgios Kasnaferis | Spectateurs : 10 987 Arbitrage : Georgios Kasnaferis |
| 20:15 CEST      | Rapport                                          |     |         | Spectateurs : 10 987 Arbitrage : Georgios Kasnaferis | Spectateurs : 10 987 Arbitrage : Georgios Kasnaferis |

| 11 octobre 2006 | Pologne         | 2–1 | Portugal         | Stade de Silésie, Chorzów                       |                                                 |
| 20:30 CEST      | Smolarek 9e 18e |     | 90+2e Nuno Gomes | Spectateurs : 38 199 Arbitrage : Wolfgang Stark | Spectateurs : 38 199 Arbitrage : Wolfgang Stark |
| 20:30 CEST      | Rapport         |     |                  | Spectateurs : 38 199 Arbitrage : Wolfgang Stark | Spectateurs : 38 199 Arbitrage : Wolfgang Stark |

| 11 octobre 2006 | Belgique                                          | 3–0 | Azerbaïdjan | Stade Constant Vanden Stock, Bruxelles              |                                                     |
| 20:45 CEST      | Simons 24e (pen.) · Vandenbergh 47e · Dembélé 82e |     |             | Spectateurs : 11 917 Arbitrage : Romāns Lajuks (de) | Spectateurs : 11 917 Arbitrage : Romāns Lajuks (de) |
| 20:45 CEST      | Rapport                                           |     |             | Spectateurs : 11 917 Arbitrage : Romāns Lajuks (de) | Spectateurs : 11 917 Arbitrage : Romāns Lajuks (de) |

| 15 novembre 2006 | Finlande    | 1–0 | Arménie | Telia 5G -areena, Helsinki                    |                                               |
| 19:00 EET        | Nurmela 10e |     |         | Spectateurs : 9 445 Arbitrage : Craig Thomson | Spectateurs : 9 445 Arbitrage : Craig Thomson |
| 19:00 EET        | Rapport     |     |         | Spectateurs : 9 445 Arbitrage : Craig Thomson | Spectateurs : 9 445 Arbitrage : Craig Thomson |

| 15 novembre 2006 | Belgique | 0–1 | Pologne      | Stade Roi Baudouin, Bruxelles                       |                                                     |
| 20:30 CET        |          |     | 19e Matusiak | Spectateurs : 37 578 Arbitrage : Stuart Dougal (en) | Spectateurs : 37 578 Arbitrage : Stuart Dougal (en) |
| 20:30 CET        | Rapport  |     |              | Spectateurs : 37 578 Arbitrage : Stuart Dougal (en) | Spectateurs : 37 578 Arbitrage : Stuart Dougal (en) |

| 15 novembre 2006 | Portugal                   | 3–0 | Kazakhstan | Estádio Cidade de Coimbra, Coimbra                 |                                                    |
| 21:00 WET        | Simão 8e 86e · Ronaldo 30e |     |            | Spectateurs : 27 000 Arbitrage : René Rogalla (de) | Spectateurs : 27 000 Arbitrage : René Rogalla (de) |
| 21:00 WET        | Rapport                    |     |            | Spectateurs : 27 000 Arbitrage : René Rogalla (de) | Spectateurs : 27 000 Arbitrage : René Rogalla (de) |

| 24 mars 2007    | Kazakhstan                              | 2–1 | Serbie    | Stade central, Almaty                                 |                                                       |
| 19:00 UTC+06:00 | Ashirbekov (en) 47e · Zhumaskaliyev 61e |     | 68e Žigić | Spectateurs : 19 600 Arbitrage : Vladimír Hriňák (en) | Spectateurs : 19 600 Arbitrage : Vladimír Hriňák (en) |
| 19:00 UTC+06:00 | Rapport                                 |     |           | Spectateurs : 19 600 Arbitrage : Vladimír Hriňák (en) | Spectateurs : 19 600 Arbitrage : Vladimír Hriňák (en) |

| 24 mars 2007 | Pologne                                                               | 5–0 | Azerbaïdjan | Stade du maréchal Józef Piłsudski, Varsovie         |                                                     |
| 18:00 CET    | Bąk 3e · Dudka 6e · Łobodziński 34e · Krzynówek 58e · Kaźmierczak 84e |     |             | Spectateurs : 12 000 Arbitrage : Kristinn Jakobsson | Spectateurs : 12 000 Arbitrage : Kristinn Jakobsson |
| 18:00 CET    | Rapport                                                               |     |             | Spectateurs : 12 000 Arbitrage : Kristinn Jakobsson | Spectateurs : 12 000 Arbitrage : Kristinn Jakobsson |

| 24 mars 2007 | Portugal                                        | 4–0 | Belgique | Estádio José Alvalade, Lisbonne                 |                                                 |
| 21:00 WET    | Nuno Gomes 53e · Ronaldo 55e 75e · Quaresma 68e |     |          | Spectateurs : 47 009 Arbitrage : Kyros Vassaras | Spectateurs : 47 009 Arbitrage : Kyros Vassaras |
| 21:00 WET    | Rapport                                         |     |          | Spectateurs : 47 009 Arbitrage : Kyros Vassaras | Spectateurs : 47 009 Arbitrage : Kyros Vassaras |

| 28 mars 2007    | Azerbaïdjan   | 1–0 | Finlande | Stade Tofiq-Béhramov, Bakou                            |                                                        |
| 20:00 UTC+05:00 | Imamaliev 83e |     |          | Spectateurs : 14 500 Arbitrage : Domenico Messina (en) | Spectateurs : 14 500 Arbitrage : Domenico Messina (en) |
| 20:00 UTC+05:00 | Rapport       |     |          | Spectateurs : 14 500 Arbitrage : Domenico Messina (en) | Spectateurs : 14 500 Arbitrage : Domenico Messina (en) |

| 28 mars 2007 | Pologne      | 1–0 | Arménie | Stadion Miejsk, Kielce                                    |                                                           |
| 20:30 CEST   | Żurawski 26e |     |         | Spectateurs : 13 450 Arbitrage : Alberto Undiano Mallenco | Spectateurs : 13 450 Arbitrage : Alberto Undiano Mallenco |
| 20:30 CEST   | Rapport      |     |         | Spectateurs : 13 450 Arbitrage : Alberto Undiano Mallenco | Spectateurs : 13 450 Arbitrage : Alberto Undiano Mallenco |

| 28 mars 2007 | Serbie       | 1–1 | Portugal | Stade de l'Étoile rouge, Belgrade               |                                                 |
| 20:30 CEST   | Janković 37e |     | 5e Tiago | Spectateurs : 46 810 Arbitrage : Bertrand Layec | Spectateurs : 46 810 Arbitrage : Bertrand Layec |
| 20:30 CEST   | Rapport      |     |          | Spectateurs : 46 810 Arbitrage : Bertrand Layec | Spectateurs : 46 810 Arbitrage : Bertrand Layec |

| 2 juin 2007     | Kazakhstan         | 1–2 | Arménie                               | Stade central, Almaty                           |                                                 |
| 18:00 UTC+06:00 | Baltiev 88e (pen.) |     | 31e Arzumanyan · 39e (pen.) Hovsepian | Spectateurs : 17 100 Arbitrage : Pavel Královec | Spectateurs : 17 100 Arbitrage : Pavel Královec |
| 18:00 UTC+06:00 | Rapport            |     |                                       | Spectateurs : 17 100 Arbitrage : Pavel Královec | Spectateurs : 17 100 Arbitrage : Pavel Královec |

| 2 juin 2007     | Azerbaïdjan | 1–3 | Pologne                          | Stade Tofiq-Béhramov, Bakou                       |                                                   |
| 21:00 UTC+05:00 | Subašić 6e  |     | 63e Smolarek · 66e 90e Krzynówek | Spectateurs : 25 800 Arbitrage : Costas Kapitanis | Spectateurs : 25 800 Arbitrage : Costas Kapitanis |
| 21:00 UTC+05:00 | Rapport     |     |                                  | Spectateurs : 25 800 Arbitrage : Costas Kapitanis | Spectateurs : 25 800 Arbitrage : Costas Kapitanis |

| 2 juin 2007 | Finlande | 0–2 | Serbie                      | Stade olympique, Helsinki                               |                                                         |
| 19:15 EEST  |          |     | 3e Janković · 86e Jovanović | Spectateurs : 33 615 Arbitrage : Manuel Mejuto González | Spectateurs : 33 615 Arbitrage : Manuel Mejuto González |
| 19:15 EEST  | Rapport  |     |                             | Spectateurs : 33 615 Arbitrage : Manuel Mejuto González | Spectateurs : 33 615 Arbitrage : Manuel Mejuto González |

| 2 juin 2007 | Belgique     | 1–2 | Portugal               | Stade Roi Baudouin, Bruxelles                   |                                                 |
| 20:45 CEST  | Fellaini 55e |     | 43e Nani · 64e Postiga | Spectateurs : 45 383 Arbitrage : Martin Hansson | Spectateurs : 45 383 Arbitrage : Martin Hansson |
| 20:45 CEST  | Rapport      |     |                        | Spectateurs : 45 383 Arbitrage : Martin Hansson | Spectateurs : 45 383 Arbitrage : Martin Hansson |

| 6 juin 2007     | Kazakhstan  | 1–1 | Azerbaïdjan | Stade central, Almaty                                  |                                                        |
| 19:00 UTC+06:00 | Baltiev 53e |     | 30e Nadirov | Spectateurs : 11 800 Arbitrage : Albert Toussaint (nl) | Spectateurs : 11 800 Arbitrage : Albert Toussaint (nl) |
| 19:00 UTC+06:00 | Rapport     |     |             | Spectateurs : 11 800 Arbitrage : Albert Toussaint (nl) | Spectateurs : 11 800 Arbitrage : Albert Toussaint (nl) |

| 6 juin 2007 | Finlande                        | 2–0 | Belgique | Stade olympique, Helsinki                   |                                             |
| 20:15 EEST  | Johansson 27e · A. Eremenko 71e |     |          | Spectateurs : 34 818 Arbitrage : Mike Riley | Spectateurs : 34 818 Arbitrage : Mike Riley |
| 20:15 EEST  | Rapport                         |     |          | Spectateurs : 34 818 Arbitrage : Mike Riley | Spectateurs : 34 818 Arbitrage : Mike Riley |

| 6 juin 2007     | Arménie               | 1–0 | Pologne | Stade Républicain Vazgen-Sargsian, Erevan      |                                                |
| 20:30 UTC+05:00 | Hamlet Mkhitaryan 66e |     |         | Spectateurs : 9 800 Arbitrage : Cristian Balaj | Spectateurs : 9 800 Arbitrage : Cristian Balaj |
| 20:30 UTC+05:00 | Rapport               |     |         | Spectateurs : 9 800 Arbitrage : Cristian Balaj | Spectateurs : 9 800 Arbitrage : Cristian Balaj |

| 22 août 2007    | Arménie        | 1–1 | Portugal    | Stade Républicain Vazgen-Sargsian, Erevan        |                                                  |
| 19:00 UTC+05:00 | Arzumanyan 10e |     | 37e Ronaldo | Spectateurs : 14 935 Arbitrage : Claus Bo Larsen | Spectateurs : 14 935 Arbitrage : Claus Bo Larsen |
| 19:00 UTC+05:00 | Rapport        |     |             | Spectateurs : 14 935 Arbitrage : Claus Bo Larsen | Spectateurs : 14 935 Arbitrage : Claus Bo Larsen |

| 22 août 2007 | Finlande                     | 2–1 | Kazakhstan | Stade de Tampere, Tampere                      |                                                |
| 19:00 EEST   | A. Eremenko 13e · Tainio 61e |     | 23e Byakov | Spectateurs : 13 047 Arbitrage : Viktor Kassai | Spectateurs : 13 047 Arbitrage : Viktor Kassai |
| 19:00 EEST   | Rapport                      |     |            | Spectateurs : 13 047 Arbitrage : Viktor Kassai | Spectateurs : 13 047 Arbitrage : Viktor Kassai |

| 22 août 2007 | Belgique                       | 3–2 | Serbie               | Stade Roi Baudouin, Bruxelles                |                                              |
| 20:45 CEST   | Dembélé 10e 88e · Mirallas 30e |     | 73e 90+1e Kuzmanović | Spectateurs : 19 202 Arbitrage : Terje Hauge | Spectateurs : 19 202 Arbitrage : Terje Hauge |
| 20:45 CEST   | Rapport                        |     |                      | Spectateurs : 19 202 Arbitrage : Terje Hauge | Spectateurs : 19 202 Arbitrage : Terje Hauge |

| 8 septembre 2007 | Azerbaïdjan | Annulé | Arménie |  |  |
|                  |             |        |         |  |  |
|                  | Rapport     |        |         |  |  |

| 8 septembre 2007 | Serbie  | 0–0 | Finlande | Stade de l'Étoile rouge, Belgrade               |                                                 |
| 20:15 CEST       |         |     |          | Spectateurs : 10 530 Arbitrage : Eric Braamhaar | Spectateurs : 10 530 Arbitrage : Eric Braamhaar |
| 20:15 CEST       | Rapport |     |          | Spectateurs : 10 530 Arbitrage : Eric Braamhaar | Spectateurs : 10 530 Arbitrage : Eric Braamhaar |

| 8 septembre 2007 | Portugal                  | 2–2 | Pologne                         | Estádio da Luz, Lisbonne                         |                                                  |
| 21:00 WEST       | Maniche 50e · Ronaldo 73e |     | 44e Lewandowski · 88e Krzynówek | Spectateurs : 48 000 Arbitrage : Roberto Rosetti | Spectateurs : 48 000 Arbitrage : Roberto Rosetti |
| 21:00 WEST       | Rapport                   |     |                                 | Spectateurs : 48 000 Arbitrage : Roberto Rosetti | Spectateurs : 48 000 Arbitrage : Roberto Rosetti |

| 12 septembre 2007 | Arménie | Annulé | Azerbaïdjan |  |  |
|                   |         |        |             |  |  |
|                   | Rapport |        |             |  |  |

| 12 septembre 2007 | Kazakhstan                     | 2–2 | Belgique                    | Stade central, Almaty                            |                                                  |
| 21:00 UTC+06:00   | Byakov 39e · Smakov 77e (pen.) |     | 13e Geraerts · 24e Mirallas | Spectateurs : 18 100 Arbitrage : Alexandru Tudor | Spectateurs : 18 100 Arbitrage : Alexandru Tudor |
| 21:00 UTC+06:00   | Rapport                        |     |                             | Spectateurs : 18 100 Arbitrage : Alexandru Tudor | Spectateurs : 18 100 Arbitrage : Alexandru Tudor |

| 12 septembre 2007 | Finlande | 0–0 | Pologne | Stade olympique, Helsinki                       |                                                 |
| 19:00 EEST        |          |     |         | Spectateurs : 34 088 Arbitrage : Herbert Fandel | Spectateurs : 34 088 Arbitrage : Herbert Fandel |
| 19:00 EEST        | Rapport  |     |         | Spectateurs : 34 088 Arbitrage : Herbert Fandel | Spectateurs : 34 088 Arbitrage : Herbert Fandel |

| 12 septembre 2007 | Portugal  | 1–1 | Serbie       | Estádio José Alvalade, Lisbonne              |                                              |
| 21:00 WEST        | Simão 11e |     | 88e Ivanović | Spectateurs : 47 000 Arbitrage : Markus Merk | Spectateurs : 47 000 Arbitrage : Markus Merk |
| 21:00 WEST        | Rapport   |     |              | Spectateurs : 47 000 Arbitrage : Markus Merk | Spectateurs : 47 000 Arbitrage : Markus Merk |

| 13 octobre 2007 | Arménie | 0–0 | Serbie | Stade Républicain Vazgen-Sargsian, Erevan          |                                                    |
| 20:00 UTC+05:00 |         |     |        | Spectateurs : 7 150 Arbitrage : Stefan Johannesson | Spectateurs : 7 150 Arbitrage : Stefan Johannesson |
| 20:00 UTC+05:00 | Rapport |     |        | Spectateurs : 7 150 Arbitrage : Stefan Johannesson | Spectateurs : 7 150 Arbitrage : Stefan Johannesson |

| 13 octobre 2007 | Azerbaïdjan | 0–2 | Portugal                      | Stade Tofiq-Béhramov, Bakou                 |                                             |
| 21:00 UTC+05:00 |             |     | 12e Bruno Alves · 45e Almeida | Spectateurs : 29 300 Arbitrage : Ivan Bebek | Spectateurs : 29 300 Arbitrage : Ivan Bebek |
| 21:00 UTC+05:00 | Rapport     |     |                               | Spectateurs : 29 300 Arbitrage : Ivan Bebek | Spectateurs : 29 300 Arbitrage : Ivan Bebek |

| 13 octobre 2007 | Pologne              | 3–1 | Kazakhstan | Stade du maréchal Józef Piłsudski, Varsovie     |                                                 |
| 20:30 CEST      | Smolarek 56e 64e 65e |     | 20e Byakov | Spectateurs : 11 040 Arbitrage : Espen Berntsen | Spectateurs : 11 040 Arbitrage : Espen Berntsen |
| 20:30 CEST      | Rapport              |     |            | Spectateurs : 11 040 Arbitrage : Espen Berntsen | Spectateurs : 11 040 Arbitrage : Espen Berntsen |

| 13 octobre 2007 | Belgique | 0–0 | Finlande | Stade Roi Baudouin, Bruxelles                     |                                                   |
| 20:45 CEST      |          |     |          | Spectateurs : 21 393 Arbitrage : Costas Kapitanis | Spectateurs : 21 393 Arbitrage : Costas Kapitanis |
| 20:45 CEST      | Rapport  |     |          | Spectateurs : 21 393 Arbitrage : Costas Kapitanis | Spectateurs : 21 393 Arbitrage : Costas Kapitanis |

| 17 octobre 2007 | Kazakhstan   | 1–2 | Portugal                     | Stade central, Almaty                         |                                               |
| 20:00 UTC+06:00 | Byakov 90+5e |     | 84e Makukula · 90+1e Ronaldo | Spectateurs : 25 057 Arbitrage : Jan Wegereef | Spectateurs : 25 057 Arbitrage : Jan Wegereef |
| 20:00 UTC+06:00 | Rapport      |     |                              | Spectateurs : 25 057 Arbitrage : Jan Wegereef | Spectateurs : 25 057 Arbitrage : Jan Wegereef |

| 17 octobre 2007 | Azerbaïdjan | 1–6 | Serbie                                                                | Stade Tofiq-Béhramov, Bakou                      |                                                  |
| 21:00 UTC+05:00 | Aliyev 26e  |     | 4e Tošić · 22e 42e Žigić · 41e Janković · 75e Smiljanic · 84e Lazović | Spectateurs : 3 100 Arbitrage : Thomas Einwaller | Spectateurs : 3 100 Arbitrage : Thomas Einwaller |
| 21:00 UTC+05:00 | Rapport     |     |                                                                       | Spectateurs : 3 100 Arbitrage : Thomas Einwaller | Spectateurs : 3 100 Arbitrage : Thomas Einwaller |

| 17 octobre 2007 | Belgique                               | 3–0 | Arménie | Stade Roi Baudouin, Bruxelles                              |                                                            |
| 20:45 CEST      | Sonck 63e · Dembélé 69e · Geraerts 76e |     |         | Spectateurs : 14 812 Arbitrage : Jóhannes Valgeirsson (hu) | Spectateurs : 14 812 Arbitrage : Jóhannes Valgeirsson (hu) |
| 20:45 CEST      | Rapport                                |     |         | Spectateurs : 14 812 Arbitrage : Jóhannes Valgeirsson (hu) | Spectateurs : 14 812 Arbitrage : Jóhannes Valgeirsson (hu) |

| 17 novembre 2007 | Finlande                | 2–1 | Azerbaïdjan  | Stade olympique, Helsinki                    |                                              |
| 16:05 EET        | Forssell 79e · Kuqi 86e |     | 63e Gurbanov | Spectateurs : 10 325 Arbitrage : Alain Hamer | Spectateurs : 10 325 Arbitrage : Alain Hamer |
| 16:05 EET        | Rapport                 |     |              | Spectateurs : 10 325 Arbitrage : Alain Hamer | Spectateurs : 10 325 Arbitrage : Alain Hamer |

| 17 novembre 2007 | Pologne          | 2–0 | Belgique | Stade de Silésie, Chorzów                        |                                                  |
| 20:30 CET        | Smolarek 45e 49e |     |          | Spectateurs : 41 450 Arbitrage : Claus Bo Larsen | Spectateurs : 41 450 Arbitrage : Claus Bo Larsen |
| 20:30 CET        | Rapport          |     |          | Spectateurs : 41 450 Arbitrage : Claus Bo Larsen | Spectateurs : 41 450 Arbitrage : Claus Bo Larsen |

| 17 novembre 2007 | Portugal    | 1–0 | Arménie | Estádio Dr. Magalhães Pessoa, Leiria        |                                             |
| 21:00 WET        | Almeida 42e |     |         | Spectateurs : 22 048 Arbitrage : Mike Riley | Spectateurs : 22 048 Arbitrage : Mike Riley |
| 21:00 WET        | Rapport     |     |         | Spectateurs : 22 048 Arbitrage : Mike Riley | Spectateurs : 22 048 Arbitrage : Mike Riley |

| 21 novembre 2007 | Arménie | 0–1 | Kazakhstan    | Stade Républicain Vazgen-Sargsian, Erevan  |                                            |
| 19:00 UTC+04:00  |         |     | 64e Ostapenko | Spectateurs : 3 100 Arbitrage : Bruno Faye | Spectateurs : 3 100 Arbitrage : Bruno Faye |
| 19:00 UTC+04:00  | Rapport |     |               | Spectateurs : 3 100 Arbitrage : Bruno Faye | Spectateurs : 3 100 Arbitrage : Bruno Faye |

| 21 novembre 2007 | Azerbaïdjan | 0–1 | Belgique    | Stade Tofiq-Béhramov, Bakou                |                                            |
| 21:00 UTC+04:00  |             |     | 52e Pieroni | Spectateurs : 7 000 Arbitrage : Asaf Kenan | Spectateurs : 7 000 Arbitrage : Asaf Kenan |
| 21:00 UTC+04:00  | Rapport     |     |             | Spectateurs : 7 000 Arbitrage : Asaf Kenan | Spectateurs : 7 000 Arbitrage : Asaf Kenan |

| 21 novembre 2007 | Portugal | 0–0 | Finlande | Estádio do Dragão, Porto                      |                                               |
| 19:45 WET        |          |     |          | Spectateurs : 49 000 Arbitrage : Ľuboš Micheľ | Spectateurs : 49 000 Arbitrage : Ľuboš Micheľ |
| 19:45 WET        | Rapport  |     |          | Spectateurs : 49 000 Arbitrage : Ľuboš Micheľ | Spectateurs : 49 000 Arbitrage : Ľuboš Micheľ |

| 21 novembre 2007 | Serbie                  | 2–2 | Pologne                     | Stade de l'Étoile rouge, Belgrade               |                                                 |
| 20:45 CET        | Žigić 68e · Lazović 70e |     | 28e Murawski · 46e Matusiak | Spectateurs : 3 247 Arbitrage : Massimo Busacca | Spectateurs : 3 247 Arbitrage : Massimo Busacca |
| 20:45 CET        | Rapport                 |     |                             | Spectateurs : 3 247 Arbitrage : Massimo Busacca | Spectateurs : 3 247 Arbitrage : Massimo Busacca |

| 24 novembre 2007 | Serbie              | 1–0 | Kazakhstan | Stade du Partizan, Belgrade                  |                                              |
| 18:00 CET        | Ostapenko 79e (csc) |     |            | Spectateurs : 400 Arbitrage : Kyros Vassaras | Spectateurs : 400 Arbitrage : Kyros Vassaras |
| 18:00 CET        | Rapport             |     |            | Spectateurs : 400 Arbitrage : Kyros Vassaras | Spectateurs : 400 Arbitrage : Kyros Vassaras |

## Meilleurs buteurs
9 buts
- Euzebiusz Smolarek

8 buts
- Cristiano Ronaldo

7 buts
- Nikola Žigić

5 buts
- Dmitri Biakov

4 buts
- Jacek Krzynówek
- Moussa Dembélé
- Danko Lazović